# Erica filamentosa
Erica filamentosa är en ljungväxtart som beskrevs av Gábor Gabriel Andreánszky. Erica filamentosa ingår i släktet klockljungssläktet, och familjen ljungväxter. Utöver nominatformen finns också underarten E. f. longiflora.